# Mortimer Adler

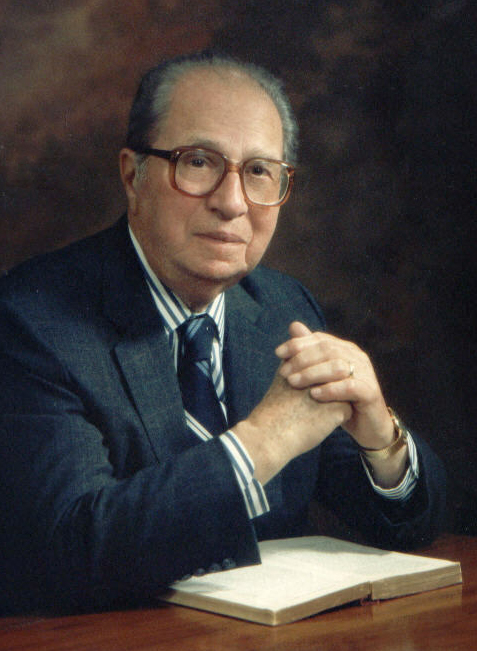

Mortimer Jerome Adler (n. 28 decembrie 1902, New York – 28 iunie 2001, San Mateo, California) a fost un filozof, pedagog și editor american. Mortimer Jerome Adler provine dintr-o familie de emigranți germani.
Și-a luat doctoratul în filozofie la Universitatea Columbia (1928) și a predat filozofia dreptului la Universitatea Chicago începând cu 1930. Acolo i s-a alăturat lui Robert Hutchins, promovând ideea de educație liberă bazată pe discuții sistematice asupra unor cărți importante. Împreună, au editat seria de 54 de volume "Cărți de seamă ale lumii occidentale" (Great Books of the Western World, 1952). Pentru "Encyclopaedia Britannica" aceștia au editat anuarul "Mari idei contemporane" (The Great Ideas Today), începând din 1961. În 1969 a devenit director de planificare pentru a 15-a ediție a "Encyclopaedia Britannica", publicată în 1974. Printre numeroasele sale cărți se numără "Cum se citește o carte" (How to Read a Book, 1940) și "Propunerea Paideia" (The Paideia Proposal, 1982).